# Huonia thais
Huonia thais är en trollsländeart som beskrevs av Maurits Anne Lieftinck 1953. Huonia thais ingår i släktet Huonia och familjen segeltrollsländor. IUCN kategoriserar arten globalt som livskraftig. Inga underarter finns listade i Catalogue of Life.